# 1200
1200 (MCC) a fost un an al calendarului iulian.

## Evenimente
- 15 ianuarie: Papa Inocențiu al III-lea lansează interdictul asupra regatului Franței; regele Filip II August se supune și o recunoaște drept soție pe Ingeborg de Danemarca.
- 22 mai: Tratatul de la Goulet: regele Ioan Fără de Țară al Angliei cedează lui Filip August comitatul de Evreux și recunoaște suzeranitatea regelui Franței asupra posesiunilor dinastiei Plantagenet de pe continent.

### Nedatate
- Crearea episcopiei de Riazan, în Rusia.
- Distrugerea dinastiei budiste de Pala, în Bengal, de către musulmani.
- Înființarea Imperiului Kanem-Bornu în Africa de nord.
- Întemeierea târgului din Bruges.
- Sultanul Al-Adel al Egiptului începe cucerirea Mesopotamiei.
- Prima mențiune documentară a comitat-ului Caraș.
- Regatul ethiopian de Aksoum își mută capitala de la Roha la Lasta, care primește numele regelui Lalibela.
- Triburile irochezilor invadează dinspre nord actualul stat Ohio.

## Arte, științe, literatură și filosofie
- Universitatea din Paris primește charta de înființare din partea regelui Filip August.

## Înscăunări
- 5 februarie: Al-Adel (Safadin), sultan al Egiptului.
- Ala ad-Din Muhammad, șah al Horezmului (1200-1220).

## Nașteri
- 28 octombrie: Ludovic al IV-lea de Turingia (d. 1227)
- Al-Abhari, filosof și matematician persan (d. 1265)
- Albertus Magnus, teolog și filozof dominican (d. 1280)
- Guillaume de Lorris, poet francez (d. 1238)
- Matei de Paris, călugăr benedictin și cronicar englez (d. 1259)
- Rolandino din Padova, jurist și cronicar italian (d. 1276)
- Ulrich von Liechtenstein, poet german (d. 1278)

## Decese
- 13 ianuarie: Otto I de Burgundia (n. 1171).
- 23 aprilie: Zhu Xi, filosof confucianist chinez (n. 1130)
- Joscelin al III-lea, conte de Edessa (n. ?)